# 島根県立図書館
島根県立図書館（しまねけんりつとしょかん）は、島根県松江市にある島根県立の公共図書館。

## 沿革

### 源流（1873年～）
- 1873年（明治6年） - 島根県立松江書籍縦覧所が開館。
- 1899年（明治32年） - 地元名士により私立松江図書館が開館[2]。書籍縦覧所を継承する[3]。

### 旧館時代（1946年～1968年）
- 1946年（昭和21年） - 島根県立松江図書館が開館。初代館長は山陰新聞（現・山陰中央新報）主筆の野津嘲水。
- 1950年（昭和25年） - 島根県立松江図書館から島根県立図書館に改称。

### 現行館時代（1968年～）
- 1968年（昭和43年）10月 - 現行館が開館。
- 1986年（昭和61年） - 浜田市に西部図書普及センターを設置。
- 2005年（平成17年）1月 - 閲覧室の部分をビジネス･就業支援センターを設置。
- 2021年（令和3年）6月24日 - 登録有形文化財に登録される。

## 建築
1966年（昭和41年）には松江城西側の松江藩薬草園跡地にあった松江刑務所が郊外に移転した。松江刑務所跡地を島根県が取得し、菊竹清訓が設計を手掛けた島根県立図書館の新館が1968年（昭和43年）10月に竣工した。なお、菊竹は島根県において、島根県立博物館（現・島根県庁第三分庁舎、1958年）、出雲大社庁の舎（1963年）、島根県立武道館（1970年）、島根県立美術館（1999年）などの設計も手掛けている。2001年（平成13年）には大規模改修工事を行ったが、建物の老朽化、書庫の収蔵冊数、バリアフリーなどの課題がある。
第13回(2013年度)日本建築家協会25年賞受賞。
2021年（令和3年）6月24日、島根県民会館・島根県立武道館・旧島根県立博物館新館（現県庁第三分庁舎）とともに国の登録有形文化財に登録された。

## 周辺
- 松江城
- 島根県立武道館